# قصف مسجد الأنصار
قصف مسجد الأنصار (22 أكتوبر 2023) وتُعرف كذلك باسمِ هجوم جنين (22 أكتوبر 2023) هي عملية عسكرية نفذتها قوات جيش الاحتلال الإسرائيلي يوم 22 تشرين الأول/أكتوبر 2023 خلال معركة طوفان الأقصى، حيثُ استهدفت مسجد الأنصار في مدينة جنين، وهو مسجد يقع في حارة الدمج بمخيم جنين للاجئين الفلسطينيين في الضفة الغربية وكان هذا القصف صاروخي حدث جديد على المخيم وعلى مدينة جنين وخاصةً أن سكان المخيم والمدينة لم يشهدوه منذ 20 عاما؛ وأسفر عن قصف المسجد مقتل فلسطينيين اثنين وإصابة آخرين.

## خلفية
شهدت الضفة الغربية إضرابات ومواجهات وذلك للتضامن مع قطاع غزة في ظل عملية طوفان الأقصى. وكثفت القوات الإسرائيلية هجماتها ونشاطها في الضفة الغربية، حيث أسفرت عمليات أخرى عن مقتل خمسة فلسطينيين آخرين في نفس الليلة (22 أكتوبر 2023) وذلك في قباطية وطمون ونابلس. ويعد مخيم جنين للاجئين مركزًا بارزًا للنشاط العسكري الفلسطيني، وهو مركز تواجد كتيبة جنين. وادعى جيش الاحتلال والشاباك أن "الخلية التي تم قصفها نفذت عملية في 14 تشرين الأول/ أكتوبر قرب الجدار الفاصل، أسفرت عن انفجار عبوة جرى تفعيلها عن بعد واستهدفت قوة من الجيش وصلت إلى المكان، دون الإبلاغ عن إصابات".

## الضربة الجوية
في فجر يوم الأحد (22 أكتوبر 2023) قامت طائرة إف-16 الحربية بقصف مسجد الأنصار بعدة صواريخ مما أدى ارتقاء شهيدين اثنين في جنين، أحدهما وصل أشلاء إلى المستشفى، وتسببت الغارة الجوية بتدمير المسجد بشكل كامل. وبعد ذلك أرسلت قوات الاحتلال تعزيزات عسكرية إلى أطراف ومداخل جنين بعد استهداف مسجد الأنصار في حي الدمج بمخيم جنين.

## ما بعد الضربة الجوية
- تلقى سكان مخيم جنين رسائل نصية تحذرهم من مساعدة كتيبة جنين.
- وصفت وزارة الخارجية الفلسطينية الهجوم بأنه "تصعيد خطير في استخدام الطائرات الحربية"، وأعربت عن قلقها إزاء نقل التكتيكات المنتشرة في قطاع غزة إلى الضفة الغربية.[4]